# Ralph Dundas Tindal
 (mai 2020).
Ralph Dundas Tindal, né le 24 février 1773 à Deventer (Pays-Bas), mort le 4 août 1834 à Zeist (Pays-Bas), est un général hollandais de la Révolution et de l’Empire.

## États de service
Il entre en service le 25 février 1785 comme cadet dans le régiment hollandais de Stuart, il devient enseigne le 24 mai 1787 et il est réformé le 2 octobre 1787.
Il reprend du service comme volontaire au bataillon de grenadiers de Raesfeldt le 2 janvier 1794, il passe enseigne le 29 avril 1794, dans l’infanterie légère du comte Guillaume Frédéric de Bylandt et premier lieutenant au 1er bataillon de chasseurs le 1er septembre 1795. Il est blessé d’un coup de feu au genou gauche le 19 septembre 1799 à la bataille de Bergen. 
Il reçoit son brevet de capitaine le 6 décembre 1799 et de lieutenant-colonel le 16 février 1807, dans les grenadiers à pied du Grand-pensionnaire (devenue grenadiers à pied de la Garde royale hollandaise). Il est nommé major le 23 mars 1808 colonel, commandant le régiment de grenadier de la Garde royale hollandaise le 17 février 1809 et major commandant le 3e régiment de grenadiers à pied de la Garde impériale le 30 octobre 1810, lors de la réunion de la Hollande à la France. Il est fait commandeur de l’Ordre de l'Union le 1er juillet 1810.
Il passe colonel-major le 11 novembre 1810 au 2e régiment de grenadiers à pied de la Garde impériale et il est promu général de brigade le 2 janvier 1812. Il est fait chevalier de la Légion d’honneur le 25 avril 1812 et officier de l’ordre le 27 février 1813. Le 15 février 1813 il est nommé adjudant général de la garde impériale. En 1813[Quand ?][réf. souhaitée], il est fait commandeur de l’ordre de la Réunion et il est créé baron de l’Empire le 12 avril 1813. À la tête de la 1re division de la jeune garde, il est blessé grièvement le 27 août 1813 à la bataille de Dresde.
Il est élevé au grade de général de division le 7 septembre 1813 et il est fait commandeur de la Légion d’honneur le 3 janvier 1814. Il démissionne du service français le 28 juin 1814, et il entre au service des Pays-Bas comme lieutenant-général inspecteur d’infanterie. 
En 1815 il commande en chef les troupes stationnées dans les départements méridionaux du royaume à Bruxelles et il est fait chevalier du Mérite militaire le 15 mai 1815, par Louis XVIII. Le 15 août 1818 il reçoit le commandement de la 6e unité du grand commandement militaire, et en décembre 1828 il est promu général d’infanterie, commandant la 1re unité du grand commandement militaire à Utrecht. Il occupe ce poste jusqu’à sa mort le 4 août 1834, à Zeist.

## Dotation
- Le 1er janvier 1812, donataire d’une rente de 6 000 francs sur les départements du Taro et de l’Arno.

## Armoiries
| Figure | Nom du baron et blasonnement |
| ------ | --- |
|        | Armes du baron Ralph Dundas Tindal et de l'Empire, décret du 7 mars 1813, lettres patentes du 12 avril 1813, commandeur de la Légion d'honneur Écartelé, au premier d'azur, au cerf passant d'or, soutenu du même, au deuxième des barons tirés de l'armée ; au troisième, parti à dextre, d'or au demi alérion, mouvant du flanc sénestre de sable, à sénestre, d'argent, à trois billettes, l'une sur l'autre d'azur ; au quatrième d'azur, au lion laissant d'or, mouvant d'une rivière en champagne d'argent - Livrées les couleurs de l'écu. |

## Sources
- (en) « Generals Who Served in the French Army during the Period 1789 - 1814: Eberle to Exelmans »
- Thierry Pouliquen, « Les généraux français et étrangers ayant servis [sic] dans la Grande Armée » (consulté le 8 mars 2015)
- « La noblesse d’Empire » [archive du 21 avril 2014] (consulté le 8 mars 2015)
- Vicomte Révérend, Armorial du premier empire, tome 4, Honoré Champion, libraire, Paris, 1897, p. 313.
- « Cote LH/2607/28 », base Léonore, ministère français de la Culture
- Ralph Dundas Tindal  sur roglo.eu
- Galerie historique des contemporains, ou Nouvelle biographie dans laquelle se trouvent réunis les hommes morts ou vivants, de toutes les nations, qui se sont fait remarquer à la fin du XVIIIe siècle et au commencement du XIXe, Tome 8, chez le Roux, librairie, Mons, 1827, 468 p. (lire en ligne), p. 368.
- Carnet de sabretache : revue d’histoire militaire rétrospective, volume 8, Berger-Levrault, Nancy, 1900, p. 377.
- (pl) « Napoléon.org.pl » [archive du 6 juillet 2015]